# Han Mingdi
Kaiser Ming von Han (chinesisch 漢明帝, Pinyin Hàn Míng Dì, W.-G. Han Ming-ti; * 28 n. Chr.; † 75), Geburtsname Liu Yang, war von 57 bis 75 Kaiser der chinesischen Han-Dynastie. Er war der zweite Sohn des Kaisers Guangwu.
Kaiser Ming gelang es durch harte Arbeit und tüchtige Verwaltung des Reiches, seine Integrität zu beweisen und dasselbe von seinen Beamten zu fordern. Er war allerdings sehr hart, wenn es um Strafen ging. Im Zusammenhang mit der Verfolgung seiner Brüder Liu Ying und Liu Yan, der sich gegen ihn verschworen hatte, wurden Zehntausende hingerichtet, die meisten wahrscheinlich zu Unrecht. Während seiner späteren Herrschaft wurde dieser Wesenszug durch den Einfluss seiner Gemahlin Ma gezügelt.
Unter Kaiser Mings Regierung gelangen erstaunliche militärische Erfolge. Sein General Ban Chao eroberte das Tarimbecken und zerstreute die Macht der dort ansässigen Xiongnu.
Kaiser Ming sollte auch nachhaltigen Einfluss auf die kulturelle Entwicklung Chinas haben: Unter seiner Regierung begann der Buddhismus sich in China auszubreiten. Seine Herrschaft wird (gemeinsam mit der seines Sohnes) als Goldenes Zeitalter der Östlichen Han-Dynastie angesehen.

## Leben

### Familiärer Hintergrund und Jugend

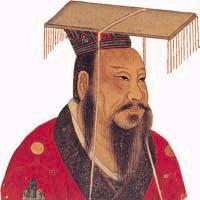
Kaiser Guangwu von Han, Vater von Kaiser Ming.

Liu Yang wurde 28 als zweiter Sohn Liu Xius und seiner Gemahlin Yin Lihua geboren. Sein Vater hatte Yin Lihua im Jahre 23 geheiratet, als er noch Beamter unter Kaiser Gengshi war. Als er im Jahre 25 Kaiser wurde, wollte er sie zur Kaiserin erheben, aber sie weigerte sich, weil sie noch keinen Sohn hatte, der dann Kronprinz werden könnte. Sie schlug stattdessen die Konkubine Guo Shengtong vor, die bereits den Sohn Liu Jiang (劉疆) hatte. Kaiser Guangwu erhob sie also zur Kaiserin und Liu Jiang 26 zum Kronprinzen. Dennoch war Liu Yangs Geburt im Jahre 28 ein wichtiges Ereignis.
Kaiser Guangwu ernannte seine Söhne, bis auf den Kronprinzen, im Jahre 39 zu Fürsten. So wurde Liu Yang Fürst von Donghai. Er war schon im zarten Alter für seine Intelligenz bekannt und hatte die Gabe, eine Situation rasch und korrekt zu beurteilen. Kaiser Guangwu war von ihm sehr beeindruckt.
Kaiserin Guo verlor allmählich die Gunst ihres Gemahls und beklagte sich fortwährend darüber. Weil er darüber äußerst verärgert war, setzte der Kaiser sie im Jahre 41 ab und erhob Yin Lihua zur Kaiserin, wie er es schon vor Jahren gewollt hatte. Um den Titel Prinzmutter für die abgesetzte Guo Shengtong zu rechtfertigen, ernannte er seine Söhne zu Prinzen. Guo Shengtongs Sohn Liu Fu wurde Prinz von Zhongshan, und Liu Yang wurde Prinz von Donghai.
Nachdem seine Mutter abgesetzt war, bat Kronprinz Jiang immer wieder darum, als Kronprinz gleichfalls abgesetzt zu werden. Der Kaiser zögerte zunächst, sowohl die Kaiserin als auch ihren Sohn zu degradieren. Im Jahre 43 aber vollzog er den Wechsel: Er degradierte Liu Jiang zum Prinzen von Donghai und ernannte Liu Yang zum Kronprinzen. Zuvor änderte er jedoch dessen Namen zu Zhuang (莊), um dem Volk das Einhalten des Gesetzes des Namenstabus nicht zu schwer zu machen (Yang (陽) bedeutet „Sonne“).
Im Jahre 51 wurde Frau Ma, die jüngste Tochter des Generals Ma Yuan, eine Gemahlin des Kronprinzen Zhuang. Sie war damals zwölf Jahre alt, der Altersunterschied der beiden betrug also elf Jahre. Obwohl Frau Ma keinen Sohn gebar, stand sie hoch in der Gunst ihres Gemahls. Ihre Nichte Jia, die auch eine Gemahlin des Kronprinzen war, gebar den Sohn Liu Da (劉炟). Frau Ma adoptierte ihn auf Anweisung des Kronprinzen hin.
Kronprinz Zhuang wurde oft von seinem Vater zu Rate gezogen, wenn es um die Erwägung wichtiger Staatsangelegenheiten ging. So war ihm beispielsweise eine wichtige außenpolitische Entscheidung in Bezug auf die Xiongnu zu verdanken, die sich durch einen Bürgerkrieg im Jahre 51 in zwei Stämme aufgespaltet hatten: Die Nördlichen Xiongnu standen unter Führung des Chanyu Punu (蒲奴) und die Südlichen unter der des Chanyu Bi (比). Die Südlichen Xiongnu hatten sich mit dem Han-Reich verbündet, und Chanyu Punu schlug eine Zweckehe (chinesisch 龢親) vor, um auch für seine Nördlichen Xiongnu den Frieden mit dem großen östlichen Nachbarn zu garantieren. Der Kronprinz warnte den Kaiser, dass Chanyu Punu mit diesem Vorschlag nur eins erreichen wollte, nämlich die Entfremdung von Han und den Südlichen Xiongnu. Der Kaiser hörte auf seinen Sohn und lehnte die Bitte des Chanyu ab.
Kaiser Guangwu starb 57 im Alter von 62 Jahren, und Kronprinz Zhuang folgte ihm als Kaiser Ming auf den Thron.

### Frühe Regierung

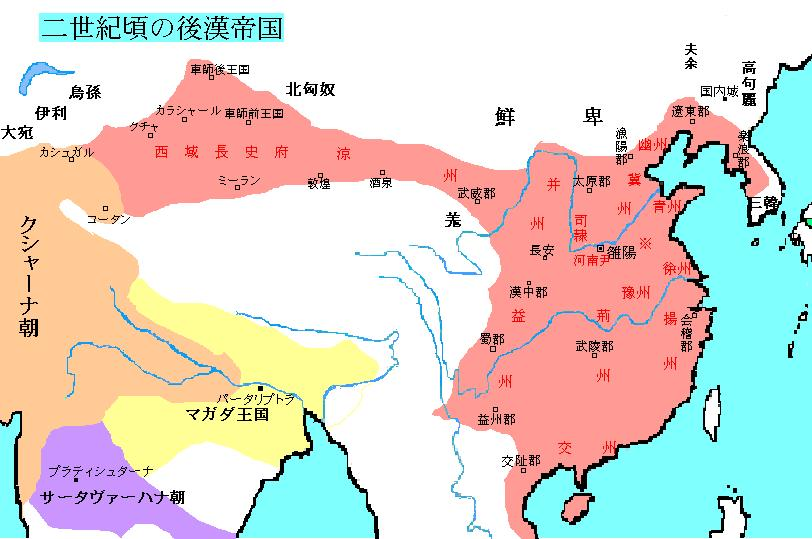
Das Han-Reich (rot) erfuhr unter Kaiser Ming seine größte Ausdehnung.

Kaiser Ming bemühte sich gleich zu Anfang seiner Regierung, die Korruption unter den Beamten auszumerzen. Sobald er von Bestechung erfuhr, ließ er den schuldigen Beamten hinrichten. Die klassischen Historiker rühmen ihn für seine Milde gegen seine Halbbrüder von Guo Shengtong. Er behandelte sie wie Söhne seiner Mutter Yin Lihua. Als beispielsweise sein Bruder Liu Jiang im Jahre 58 starb, befahl der Kaiser allen Prinzen, sich zum Begräbnis nach Lucheng (魯城; im heutigen Jining, Shandong), der Hauptstadt von Donghai, zu begeben; dies war eine ungewöhnliche Ehre für einen Prinzen. Auf Vorschlag seines Bruders Liu Cang (劉蒼), Prinz von Dongping, richtete der Kaiser im Jahre 59 einige konfuzianische Bräuche ein. Ihnen gemäß zeichnete er einzelne, verdiente Beamte aus, um so seine Bescheidenheit auszudrücken.
Im Jahre 60 ernannte der Kaiser seine Gemahlin Ma, die auch in der Gunst der Kaiserinmutter Yin Lihua stand, zur Kaiserin. Ihren Adoptivsohn Liu Da ernannte er zum Kronprinzen. Im selben Jahr zeichnete er 28 Generäle und Beamte dadurch aus, dass er ihre Porträts an einem Palastturm anbringen ließ. Diese Tat hatte er vermutlich bei Kaiser Xuan abgeschaut. Später ließ er vier weitere Porträts hinzufügen. Dem General Ma Yuan, der Schwiegervater des Kaisers, kam diese Ehre jedoch nicht zu.
Während der frühen Regierungsjahre Kaiser Mings bedrohten die Nördlichen Xiongnu sowohl das Han-Reich als auch die Südlichen Xiongnu. Durch verschiedenerlei militärische und ökonomische Maßnahmen, die er taktisch anwenden ließ, gelang ihm die Erhaltung des Friedens in dieser Region. Im Jahre 65 richtete er eine dauerhafte Grenzstreitmacht ein, die als Douliao-Armee (度遼營) bekannt war. Ihre Aufgabe war Schutz und Überwachung der Südlichen Xiongnu sowie die Erhaltung der nördlichen Grenze.
Im Jahre 66 richtete Kaiser Ming eine konfuzianische Schule in der Hauptstadt Luoyang ein, die sich zur ersten kaiserlichen Universität entwickelte. Sie war für die Kinder hoher Beamten und Markgrafen bestimmt und wurde auch von Adligen der Südlichen Xiongnu besucht.

### Anfänge des Buddhismus in China
Eines Nachts soll Kaiser Ming von einem Mann in Gold geträumt haben. Als er am nächsten Tag seinen Ministern davon erzählte, vermutete der Minister Zhong Hu, dass der Kaiser möglicherweise vom Buddha in Indien geträumt habe. Der Kaiser schickte daraufhin eine Gesandtschaft von 18 Mann nach Indien, die von Cai Yin, Qin Jing und Wang Zun angeführt wurde. Sie kehrten aus dem heutigen Afghanistan zurück mit einem Bildnis des Siddhartha Gautama, 42 Sutras und zwei verdienten Mönchen. Im Jahr darauf befahl der Kaiser den Bau des Tempels des weißen Pferdes drei Li (etwa drei Kilometer) westlich der Hauptstadt Luoyang. Er sollte ein Denkmal für das Pferd sein, das die Sutras nach China getragen hatte, und war der erste buddhistische Tempel in China. Kaiser Mings Bruder Liu Ying, der Prinz von Chu, wurde ein bekannter Förderer des Buddhismus.

### Massenhinrichtungen in Chu und Huaiyang
Auch wenn Kaiser Mings Großmut gegen seine Brüder ihn beliebt machte, hatte dieser Wesenszug seine Schattenseiten. Einige Brüder erlaubten sich nämlich, der Gunst des Kaisers gewiss, ein ausschweifendes Leben, das manchmal gegen den Geschmack der Gesellschaft verstieß. Kaiser Ming bestrafte diese Brüder drakonisch und beschloss sogar Massenhinrichtungen, die einen Schatten auf seine Regierung warfen.
Der erste Vorfall ereignete sich in den Jahren 66–67 und verlief unblutig. Der ambitionierte Prinz Jing von Guanglin wollte Kaiser werden und rief sein Volk auf, sich mit ihm zu erheben. Als der Kaiser davon erfuhr, ließ er den Prinzen in die Hauptstadt kommen und befragte ihn. Liu Jing bekannte seine Verschwörung, und Kaiser Ming verschonte ihn. Er ließ ihm sogar seinen Prinzentitel, entzog ihm aber alle politische Macht. Prinz Jing spann jedoch weiterhin seine Ränke und heuerte Zauberer an, um den Kaiser zu verfluchen. Als der Kaiser dies herausfand, tat er zunächst nichts, zwang Prinz Jing aber 67 zum Selbstmord.
Der nächste Vorfall verlief blutig. Prinz Ying von Chu, Sohn der Konkubine Xu des Kaisers Guangwu, heuerte im Jahre 70 Zauberer an, die ihm goldene Schildkröten und Jadekraniche herbeizaubern sollten. Er ließ Zeichen gravieren, die diese Zauberer auf äußerst ungewöhnliche Weise pries. Solche Preisungen waren unter der Han-Dynastie ein Tabu. Darüber hinaus wurden aufrührerische Schriften aus der Hand des Prinzen gefunden. Kaiser Ming verurteilte ihn nicht zum Tode, aber er entzog ihm sein Fürstentum und degradierte ihn zum Gemeinen mit einem kleinen Lehen von 500 Haushalten. Im Exil beging Prinz Ying im folgenden Jahr Selbstmord. Die Untersuchungen in seinem Fürstentum waren aber noch nicht abgeschlossen. Kaiser Ming ließ alle Vertrauten des gefallenen Prinzen verhören und foltern, und jeder, dessen Namen sie unter der Folter preisgaben, wurde ebenfalls verhört und gefoltert. Die ausführenden Beamten nutzten diese Gelegenheit aus, um missliebige Rivalen zu verleumden und umzubringen. Zehntausende starben im Verlauf der Nachforschungen. Nur der Intervention der Kaiserin Ma und den Bittschriften des Verhörenden Han Lang (寒朗) war das Ende der Verhöre zu verdanken.
Ein ähnlicher Vorfall ereignete sich im Jahre 73. Prinz Yan von Huaiyang hatte Zauberer angeheuert, um den Kaiser zu verfluchen. Einige Vertraute des Prinzen wurden hingerichtet, und ähnlich wie bei den Verhören in Chu fielen viele Beamte der Folter zum Opfer oder wurden verbannt. Prinz Yan selbst wurde zwar nicht hingerichtet, aber zum Prinzen von Fulin degradiert. Er verlor damit seine große Kommandantur in Huaiyang und gebot nur noch über zwei Bezirke.

### Feldzüge gegen die nördlichen Xiongnu
Im Jahre 73 war Kaiser Ming schließlich die fortwährenden Raubzüge der Nördlichen Xiongnu leid. Er beauftragte seine Generäle Geng Bing (耿秉) und Dou Gu mit einem großen Feldzug gegen die Nördlichen Xiongnu. Ihr Sieg in der Schlacht von Yiwulu bewies den Nördlichen Xiongnu, dass das Han-Reich ein ernstzunehmender Gegner war.
Auf diesem Feldzug schickte Dou Gu seinen Assistenten Ban Chao auf eine Gesandtschaft in das Königreich Shanshan (am Ostrand der Wüste Taklamakan in Xiyu). Die Königreiche dieser Region hatten sich vor langer Zeit den Xiongnu unterworfen und konnten die hohen Steuern kaum aufbringen. Sie baten darum immer wieder, wie zu Kaiser Wus Zeiten vom Han-Reich als Protektorat angenommen zu werden. Die Kaiser Guangwu und Ming hatten diesen Wunsch jedoch immer wieder abgelehnt, weil sie das Han-Reich nicht für stark genug hielten, diese entlegene Region kontrollieren zu können. Der König von Shanshan hieß die Gesandtschaft darum zunächst herzlich willkommen, aber bald schwand seine Begeisterung. Ban Chao vermutete, dass auch eine Gesandtschaft der Nördlichen Xiongnu angelangt war. Er fand den Aufenthaltsort der Gesandtschaft heraus und ermordete sie mit seinen Männern bei Nacht und Nebel. Der König von Shanshan war erstaunt, aber zufrieden. Er unterwarf sich dem Han-Reich.
Für diesen Erfolg wurde Ban Chao vom Kaiser befördert und auf eine Mission nach Yutian (Hotan) geschickt, das als stärkstes Königreich in der Xiyu-Region mit den Nördlichen Xiongnu verbündet war. König Guangde (廣德) vertraute seinem obersten Zauberer, der Ban Chaos Pferd verlangte. Ban Chao stimmte zu, aber als der Zauberer anlangte, um das Pferd an sich zu nehmen, tötete Ban Chao ihn und schickte seinen Kopf an König Guangde zurück. Guangde war beeindruckt und unterwarf sich dem Han-Reich. Die übrigen Xiyu-Königreiche folgten rasch seinem Beispiel.
Dou Gu und Geng Bing zogen im Jahre 74 auf einen Feldzug gegen Cheshi (車師, etwa der heutige Autonome Bezirk Changji in Xinjiang), einen größeren Verbündeten der Nördlichen Xiongnu. Cheshi unterwarf sich, und auf Dou Gus Vorschlag wurde das Büro des Protektorgenerals von Xiyu (都護) wieder eingerichtet. Ein Feldzug der Nördlichen Xiongnu im Jahre 75 zur Eroberung von Cheshi wurde von Geng Gong (耿恭) zurückgeschlagen, der dem Protektorgeneral von Xiyu unterstellt war.

### Tod
Kaiser Ming starb im Jahre 75 nach 17 Regierungsjahren im Alter von 47 Jahren. Sein Letzter Wille befahl, dass ihm kein Tempel errichtet werde, sondern dass er als Ahne im Tempel seiner Mutter Yin Lihua verehrte werden solle. Diese Reform hielt sich für den Rest der Östlichen Han-Dynastie; die Kaiser erhielten keine einzelnen Tempel, sondern wurden im Tempel Kaiser Guangwus verehrt. Dadurch wurden die Ausgaben für Baumaßnahmen erheblich reduziert, auch wenn es einen Bruch mit der Tradition der Westlichen Han-Dynastie darstellte. Der Kronprinz Liu Da bestieg als Kaiser Zhang den Thron.

## Familie
- Vater: Kaiser Guangwu
- Mutter: Kaiserin Yin Lihua
- Gemahlin: Kaiserin Ma
- wichtige Konkubinen:
  - Jia, Mutter des Kaisers Zhang
  - Yin, Mutter des Prinzen Chang
  - Yan, eine Schwester des Hofbeamten Yan Zhang (閻章)
  - Yan, eine weitere Schwester des Yan Zhang
- Kinder:
  - Liu Da (劉炟), ab 60 Kronprinz, später Kaiser Zhang
  - Liu Jian (劉建), ab 60 Prinz Ai von Qiancheng († 61)
  - Liu Xian (劉羨), ab 60 Prinz von Guangping, ab 82 Prinz von Xiping, ab 88 Prinz Jing von Chen († 97)
  - Liu Gong (劉恭), ab 66 Prinz von Lingshou, ab 72 Prinz von Julu, ab 78 Prinz von Jianglin, ab 85 Prinz Jing von Pengcheng († 112)
  - Liu Dang (劉黨), ab 66 Prinz von Chongxi, ab 72 Prinz Jing von Lecheng († 91)
  - Liu Yan (劉衍), ab 66 Prinz Hui von Xiapei († 120)
  - Liu Chang (劉暢), ab 66 Prinz von Runan, ab 80 Prinz Jie von Liang († 93)
  - Liu Bing (劉昞), ab 72 Prinz von Changshan, ab 79 Prinz Qing von Huaiyang († 88)
  - Liu Zhang (劉長), ab 72 Prinz Dao von Jiyin († 85)
  - Liu Ji (劉姬), ab 59 Prinzessin Huojia
  - Liu Nu (劉奴), ab 60 Prinzessin Pingyang
  - Liu Ying (劉迎), ab 60 Prinzessin Longlü
  - Liu Ci (劉次), ab 60 Prinzessin Pingzhi
  - Liu Zhi (劉致), ab 60 Prinzessin Qinshui
  - Liu Xiaoji (劉小姬), ab 69 Prinzessin Pinggao
  - Liu Zhong (劉仲), ab 74 Prinzessin Junyi
  - Liu Hui (劉惠), ab 74 Prinzessin Wu'an
  - Liu Chen (劉臣), ab 75 Prinzessin Luyang
  - Liu Xiaoying (劉小迎), ab 75 Prinzessin Leping
  - Liu Xiaomin (劉小民), ab 75 Prinzessin Cheng'an